# Neufchelles
Neufchelles est une commune française située dans le département de l'Oise en région Hauts-de-France.

## Géographie

### Situation
La commune est située au sud-est du département de l'Oise, en bordure des départements de l'Aisne et de Seine-et-Marne, à 11 km au sud-est de Betz et à 6 km au nord-ouest de Crouy-sur-Ourcq. La commune, de forme massive, s'étend entre les rivières Ourcq (qui la limite à l'est) et Grivette (qui la limite au nord ; vallée de Misère), et le plateau du Valois-Multien. L'altitude la plus basse est de 56 mètres, à l'extrême sud du territoire communal. L'altitude la plus haute est de 154 mètres, près de la ferme de Chenevières. L'essentiel de la commune est localisé sur le versant des vallées de l'Ourcq et de la Grivette. Le fond des deux vallées est large, plat et marécageux, de nombreux drains les sillonnent.
Les limites communales s'approchent très près des villages de Varinfroy (sud-sud-ouest) et de Rouvres-en-Multien (ouest - sud-ouest). Lors de la création des communes, à la Révolution, la ferme de Chenevières avait été attribuée à la commune de Mareuil, formant une enclave dans la commune de Neufchelles.
|                    | Mareuil-sur-Ourcq |                                  |
| Rouvres-en-Multien | Neufchelles       | Montigny-l'Allier (Aisne)        |
|                    | Varinfroy         | Crouy-sur-Ourcq (Seine-et-Marne) |

### Lieux-dits et écarts
Le village de Neufchelles est situé sur les premières pentes de la vallée de l'Ourcq, en retrait du fond plat de la vallée, à la fois le long de la route D 936 et en hauteur ("Sous la Garenne").
Le hameau de Beauval s'étire le long de la route D 936, de manière presque contiguë avec le village de Varinfroy.
La grosse ferme à cour fermée de Chenevières est située sur le plateau.

### Hydrographie
La commune est située dans le bassin Seine-Normandie. Elle est drainée par le canal de l'Ourcq, l'Ourcq, le canal 01 de la commune de Crouy-sur-Ourcq, le canal 01 de la commune de Varinfroy, le canal 02 de la commune de Varinfroy et le canal de Derivation du Lignon,,.
Le canal de l'Ourcq, d'une longueur de 97 km, prend sa source dans la commune de Mareuil-sur-Ourcq et se jette  dans le canal Saint-Martin à Paris, après avoir traversé 34 communes. Le canal de l'Ourcq est parallèle à l'Ourcq, à 300 mètres de celle-ci, au pied des premières pentes de la vallée.
La rivière Ourcq forme la limite est de la commune. D'une longueur de 86 km, elle prend sa source dans la commune de Courmont et se jette  dans la Marne en limite de Mary-sur-Marne et de Lizy-sur-Ourcq, face à Isles-les-Meldeuses, après avoir traversé 36 communes. 
La Grivette, d'une longueur de 15 km, constitue la limite nord de la commune. Elle prend sa source dans la commune de Lévignen et se jette  dans le canal de l'Ourcq sur la commune, après avoir traversé huit communes. 

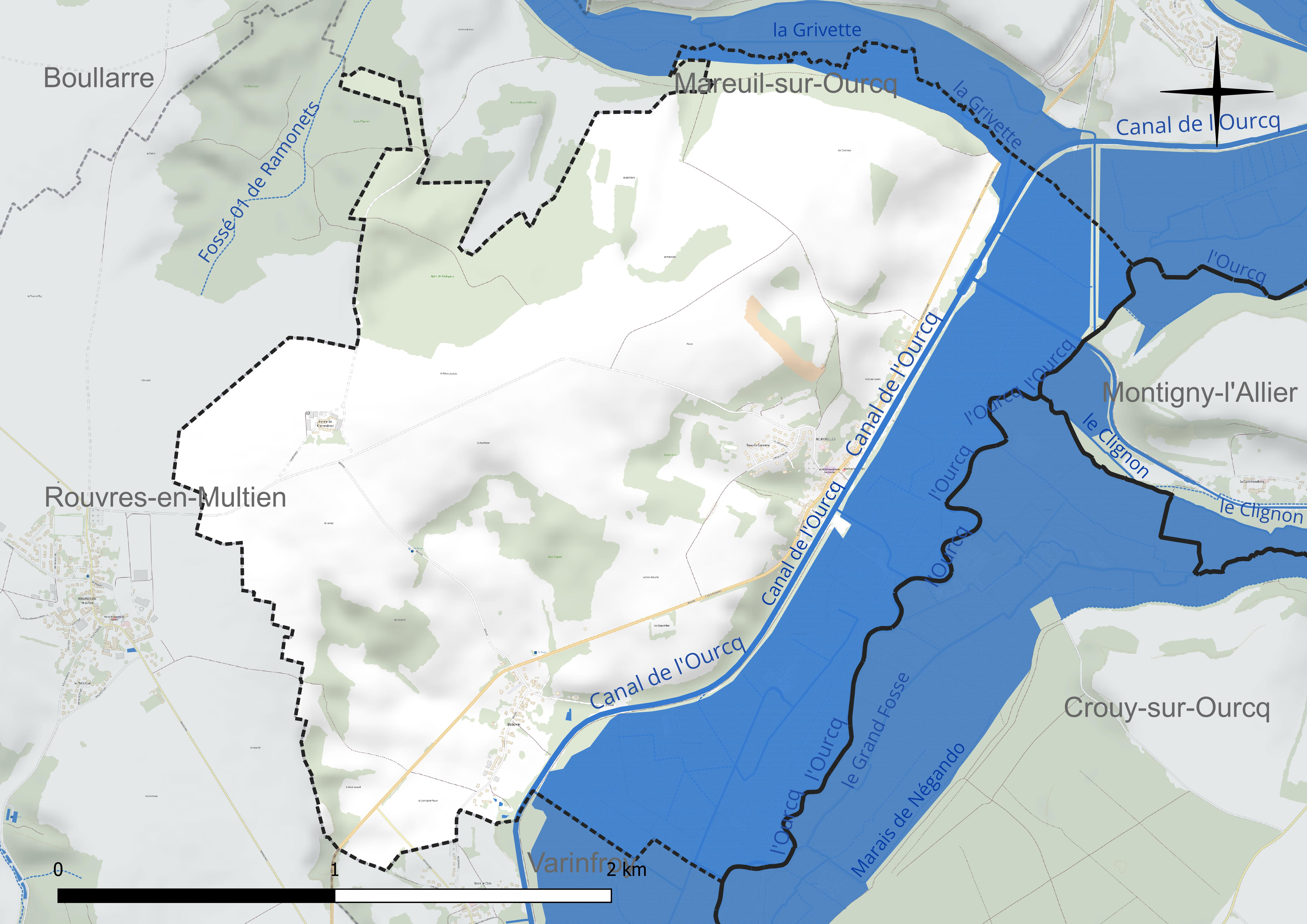
Réseau hydrographique de Neufchelles.

### Climat
Pour des articles plus généraux, voir Climat des Hauts-de-France et Climat de l'Oise.
En 2010, le climat de la commune est de type climat océanique dégradé des plaines du Centre et du Nord, selon une étude du CNRS s'appuyant sur une série de données couvrant la période 1971-2000. En 2020, Météo-France publie une typologie des climats de la France métropolitaine dans laquelle la commune est exposée à un climat océanique altéré et est dans la région climatique  Nord-est du bassin Parisien, caractérisée par un ensoleillement médiocre, une pluviométrie moyenne régulièrement répartie au cours de l'année et un hiver froid (3 °C). 
Pour la période 1971-2000, la température annuelle moyenne est de 10,9 °C, avec une amplitude thermique annuelle de 15,3 °C. Le cumul annuel moyen de précipitations est de 709 mm, avec 11,6 jours de précipitations en janvier et 8,1 jours en juillet. Pour la période 1991-2020, la température moyenne annuelle observée sur la station météorologique la plus proche, située sur la commune de Changis-sur-Marne à 18 km à vol d'oiseau, est de 11,9 °C et le cumul annuel moyen de précipitations est de 710,1 mm,. Pour l'avenir, les paramètres climatiques de la commune estimés pour 2050 selon différents scénarios d'émission de gaz à effet de serre sont consultables sur un site dédié publié par Météo-France en novembre 2022.

## Urbanisme

### Typologie
Au 1er janvier 2024, Neufchelles est catégorisée commune rurale à habitat dispersé, selon la nouvelle grille communale de densité à sept niveaux définie par l'Insee en 2022.
Elle est située hors unité urbaine. Par ailleurs la commune fait partie de l'aire d'attraction de Paris, dont elle est une commune de la couronne,. 

### Occupation des sols
L'occupation des sols de la commune, telle qu'elle ressort de la base de données européenne d'occupation biophysique des sols Corine Land Cover (CLC), est marquée par l'importance des territoires agricoles (57,1 % en 2018), une proportion identique à celle de 1990 (57,1 %). La répartition détaillée en 2018 est la suivante : 
terres arables (50,4 %), forêts (41,3 %), zones agricoles hétérogènes (6,6 %), zones urbanisées (1,7 %). L'évolution de l'occupation des sols de la commune et de ses infrastructures peut être observée sur les différentes représentations cartographiques du territoire : la carte de Cassini (XVIIIe siècle), la carte d'état-major (1820-1866) et les cartes ou photos aériennes de l'IGN pour la période actuelle (1950 à aujourd'hui).

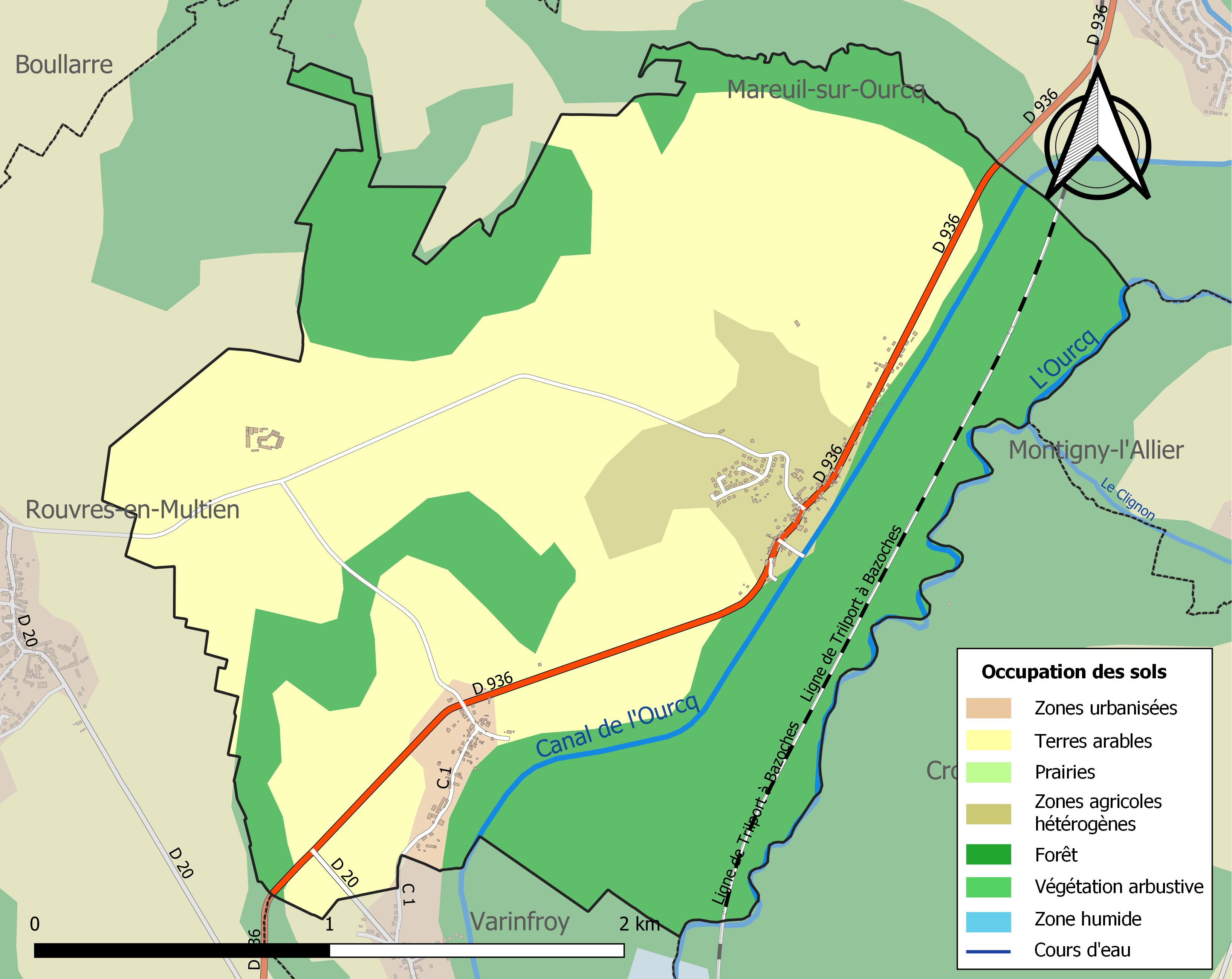
Carte des infrastructures et de l'occupation des sols de la commune en 2018 (CLC).

### Voies de communication et transports
La route principale est la RD 936 ; elle suit le pied du versant de la vallée de l'Ourcq. Cette route mène à Meaux (sud-sud-ouest, 22 km) et à Villers-Cotterêts (nord, 19 km).
Une route vicinale monte de Neufchelles sur le plateau, pour relier Rouvres-en-Multien. Une autre route vicinale la rejoint depuis Beauval, à proximité de la ferme de Chenevières.
La ligne de chemin de fer Meaux - La Ferté-Milon (partie de la ligne P du Transilien) suit le fond de la vallée de l'Ourcq.
Aucun pont routier ne franchit l'Ourcq. Mais deux passerelles permettent le franchissement de sentiers de randonnée : GR 11 (par le Pont d'Arcole) et GR de Pays des Quatre Vallées).
La commune est desservie, en 2023, par les lignes 6431 et 6495 du réseau interurbain de l'Oise.

## Toponymie
Pour Neufchelles : Nova casa, Neufvechelles.
Pour la ferme de Chenevières : Cheneveriae.

## Politique et administration

### Liste des maires
| Période                                  | Période  | Identité        | Étiquette | Qualité       |
| ---------------------------------------- | -------- | --------------- | --------- | ------------- |
| Les données manquantes sont à compléter. |          |                 |           |               |
| mars 2001                                | 2008     | Pierre Lamerand |           |               |
| mars 2008                                | 2014     | André Diette    |           | Fonctionnaire |
| 2014                                     | 2020     | Fabrice Diette  |           |               |
| 2020                                     | En cours | François Lebrun |           |               |

## Population et société

### Démographie

#### Évolution démographique
L'évolution du nombre d'habitants est connue à travers les recensements de la population effectués dans la commune depuis 1793. Pour les communes de moins de 10 000 habitants, une enquête de recensement portant sur toute la population est réalisée tous les cinq ans, les populations de référence des années intermédiaires étant quant à elles estimées par interpolation ou extrapolation. Pour la commune, le premier recensement exhaustif entrant dans le cadre du nouveau dispositif a été réalisé en 2004.

En 2022, la commune comptait 389 habitants, en évolution de +4,57 % par rapport à 2016 (Oise : +0,87 %, France hors Mayotte : +2,11 %).
| 1793 | 1800 | 1806 | 1821 | 1831 | 1836 | 1841 | 1846 | 1851 |
| ---- | ---- | ---- | ---- | ---- | ---- | ---- | ---- | ---- |
| 207  | 203  | 233  | 195  | 204  | 219  | 224  | 244  | 250  |

| 1856 | 1861 | 1866 | 1872 | 1876 | 1881 | 1886 | 1891 | 1896 |
| ---- | ---- | ---- | ---- | ---- | ---- | ---- | ---- | ---- |
| 243  | 245  | 222  | 230  | 220  | 231  | 206  | 188  | 207  |

| 1901 | 1906 | 1911 | 1921 | 1926 | 1931 | 1936 | 1946 | 1954 |
| ---- | ---- | ---- | ---- | ---- | ---- | ---- | ---- | ---- |
| 187  | 171  | 180  | 191  | 205  | 197  | 183  | 185  | 190  |

| 1962 | 1968 | 1975 | 1982 | 1990 | 1999 | 2004 | 2006 | 2009 |
| ---- | ---- | ---- | ---- | ---- | ---- | ---- | ---- | ---- |
| 169  | 170  | 177  | 169  | 325  | 374  | 367  | 359  | 380  |

| 2014 | 2019 | 2022 | - | - | - | - | - | - |
| ---- | ---- | ---- | - | - | - | - | - | - |
| 367  | 388  | 389  | - | - | - | - | - | - |

#### Pyramide des âges
La population de la commune est relativement jeune.
En 2018, le taux de personnes d'un âge inférieur à 30 ans s'élève à 36,8 %, soit en dessous de la moyenne départementale (37,3 %). À l'inverse, le taux de personnes d'âge supérieur à 60 ans est de 18,3 % la même année, alors qu'il est de 22,8 % au niveau départemental.
En 2018, la commune comptait 187 hommes pour 196 femmes, soit un taux de 51,17 % de femmes, légèrement supérieur au taux départemental (51,11 %).
Les pyramides des âges de la commune et du département s'établissent comme suit.
| Hommes | Classe d’âge | Femmes |
| ------ | ------------ | ------ |
| 0,5    | 90 ou +      | 0,5    |
| 4,2    | 75-89 ans    | 4,0    |
| 14,3   | 60-74 ans    | 13,1   |
| 22,2   | 45-59 ans    | 21,6   |
| 25,4   | 30-44 ans    | 20,6   |
| 13,2   | 15-29 ans    | 12,1   |
| 20,1   | 0-14 ans     | 28,1   |

| Hommes | Classe d’âge | Femmes |
| ------ | ------------ | ------ |
| 0,5    | 90 ou +      | 1,4    |
| 5,5    | 75-89 ans    | 7,6    |
| 15,6   | 60-74 ans    | 16,3   |
| 20,8   | 45-59 ans    | 20     |
| 19,4   | 30-44 ans    | 19,4   |
| 17,6   | 15-29 ans    | 16,2   |
| 20,6   | 0-14 ans     | 19,1   |

## Culture locale et patrimoine

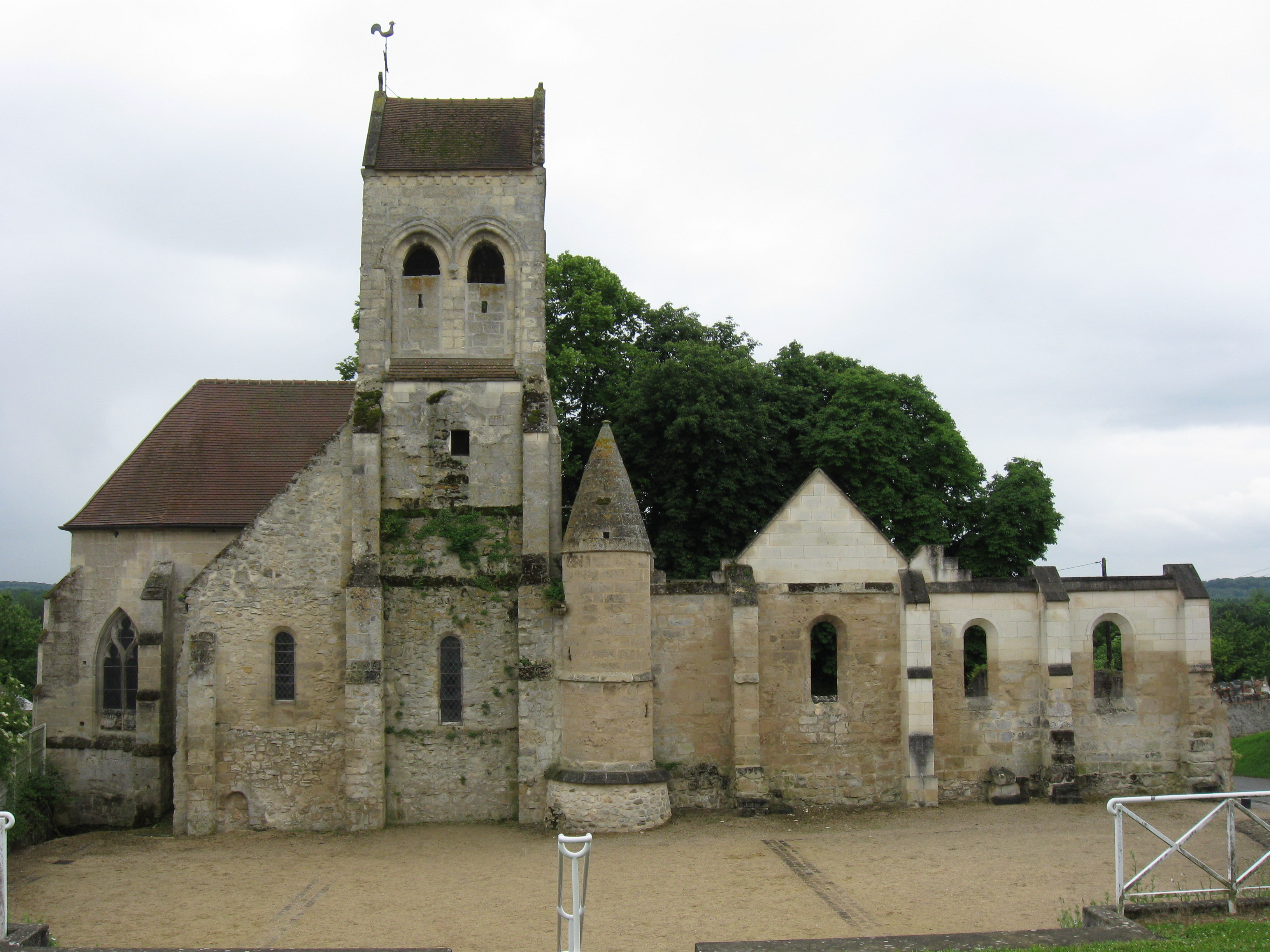
L'église Saint-Brice.

### Lieux et monuments
- Église Saint-Brice. La nef de l'église a été démolie en 1826 sauf les murs, avec un portail Renaissance très mutilé qui donne accès à une sorte de cour intérieure. L'église n'est de fait constituée que du transept et du chœur. Le transept est la partie la plus ancienne (XIIIe siècle), formant un bel ensemble, au nord (formant support du clocher, à bâtir et baies géminées) et au sud (autour d'un unique pilier central circulaire). Le chœur date du XVIe siècle[28].
- Passage du sentier de grande randonnée GR 11.